# Ибн Джазла
Абу Али Яхья ибн Иса ибн Джазла аль-Багдади или Ибн Джазла (араб. أبو علي يحيى بن عيسى بن جزله البغدادي‎, латинизированный как Бухахилиха Бингезла (англ. Buhahylyha Bingezla) — арабский врач XI века из Багдада и автор влиятельного трактата о режиме лечения, который был переведен на латынь в 1280 году нашей эры сицилийским еврейским врачом Фараджем бен Салимом.

## Биография
Ибн Джазла родился в семье христиан-несториан в Багдаде. Он принял ислам в 1074 году. Он умер в 1100 году под опекой Абу Али ибн аль-Валида аль-Магриби.

## Работы
Его «Таквим аль-Абдан фи Тадбир аль-Инсан» (Dispositio corporum de constitutione hominis, Tacuin agritudinum), как следует из названия: таблицы, в которых болезни расположены подобно звездам в астрономических таблицах, был переведён на латынь.
Существует история, которая гласит, что он был одним из врачей Карла Великого и что он написал «Таблицы» или «Tacuin» по настоянию последнего. Эта история не имеет исторического основания, если только Ибн Джазла не родился двумя столетиями ранее, поскольку Карл Великий действительно был императором до 814 года. «Tacuin» был переведен евреем Фараджем бен Салимом, а латинская версия была опубликована в 1532 году. в 1533 году был опубликован в Страсбурге немецкий перевод Гансом Шотте.
Ибн Джазла также написал еще одну работу, «Аль-Минхадж фи аль-Адвия аль-Мураккабах» (Методология сложных лекарств), которая была переведена Ямболинусом и известна в латинском переводе как «Cibis et medicines simplicibus».
Приняв ислам, он написал труды, восхваляющие ислам и критикующие христианство и иудаизм.
- Tacvini Aegritvdinvm et Morborum ferme omnium Corporis humani : cum curis eorundem / Bvhahylyha Byngezla Autore. [Trans.: Farag Ben Salim]. - Argentorati : Schottus, 1532. digital
- Tacuini sanitatis Elluchasem Elimithar : de sex rebus non naturalibus earum naturis operationibus ... recens exarati / Elluchasem Elimithar. - Argentorati : Schott, 1531. digital